# Sussac
Sussac é uma comuna francesa na região administrativa da Nova Aquitânia, no departamento de Alto Vienne. Estende-se por uma área de 25,42 km². Em 2010 a comuna tinha 354 habitantes (densidade: 13,9 hab./km²).